# ستاره دریایی دوخاره
ستاره دریایی دوخاره (نام علمی: Astropecten duplicatus) نام یک گونه از رده ستاره دریایی است.